# Bitwa o Palmyrę (2015)
I bitwa o Palmyrę – ofensywa bojowników organizacji terrorystycznej Państwo Islamskie (ISIS) w dniach 13–26 marca 2015, skutkująca zajęciem przez nich miasta Palmyra.

## Kontekst
Palmyra (Tadmur) znajduje się w centralnej części Syrii, w otoczeniu Pustyni Syryjskiej. Do ataku ISIS w 2015 roku miasto to pozostawało ominięte działaniami wojny toczącej się w tym kraju.
Miasta miał bronić 18 batalion pancerny syryjskiej armii, a także ochotnicy z Sił Obrony Narodowej i Brygad Baas.

## Przebieg
Państwo Islamskie (ISIS) rozpoczęło ofensywę w centralnej Syrii wykorzystując odpływ sił rządowych z tej części kraju na front północno-zachodni, do walki z atakami Dżabhat an-Nusra. Terroryści uderzyli najpierw na As-Suchnę, którą zdobyli 14 maja, po walce z tamtejszą milicją. Tego dnia zginęło 70 lojalistów i 40 islamistów, a terroryści podeszli na odległość jednego kilometra od Palmyry. Dalsze walki miały miejsce na północnych obrzeżach miasta oraz na pobliskim polu gazowym.
15 maja żołnierze ograniczony kontratak i odepchnęli ISIS na wschód od miasta. 16 maja ISIS wtargnęło na północne obrzeża Palmyry i zamordowało 23 cywilów. Po tym ISIS skupiło się na przejęciu pól gazowych i naftowych na Pustyni Syryjskiej, co zrealizowało 19 maja.
20 maja ISIS ponowiło atak na Palmyrę i zajęło osiedle Al-Amirijja w północnej części miasta. 21 maja siły rządowe wycofały się z miasta pod ciosami islamistów. W międzyczasie ewakuowano część starożytnych artefaktów, o które obawiano się, że zostałyby zniszczone przez terrorystów.
Po zajęciu Palmyry ISIS kontynuowało ofensywę w kierunku Himsu, przenosząc front na linię Al-Furklus–Al-Karjatajn–At-Tijas, po czym ich ofensywa została zatrzymana 26 maja.

## Następstwa
Po wkroczeniu do Palmyry terroryści zamordowali w kilka dni około czterystu mieszkańców za „lojalność wobec reżimu”. Następnie w dawnym rzymskim amfiteatrze publicznie rozstrzelali 25 jeńców – żołnierzy syryjskich. W sierpniu 2015 zamordowali 83-letniego archeologa Chalida al-Asada, a jego zwłoki wywiesili na jednej z kolumn. 23 sierpnia 2015 terroryści wysadzili ruiny starożytnej świątyni Baalszamina, niszcząc przy okazji także część kolumn z czasów rzymskich. Kilka dni później wysadzona została świątynia Bela z początku I wieku. Na początku października dżihadyści wysadzili też rzymski łuk triumfalny.
W marcu 2016 roku Siły Zbrojne Syrii, mając już wsparcie rosyjskiego lotnictwa, odbiły miasto, które potem jeszcze raz przechodziło z rąk do rąk, do ostatecznego wyzwolenia przez syryjskich żołnierzy w 2017.